# Nanhai 1

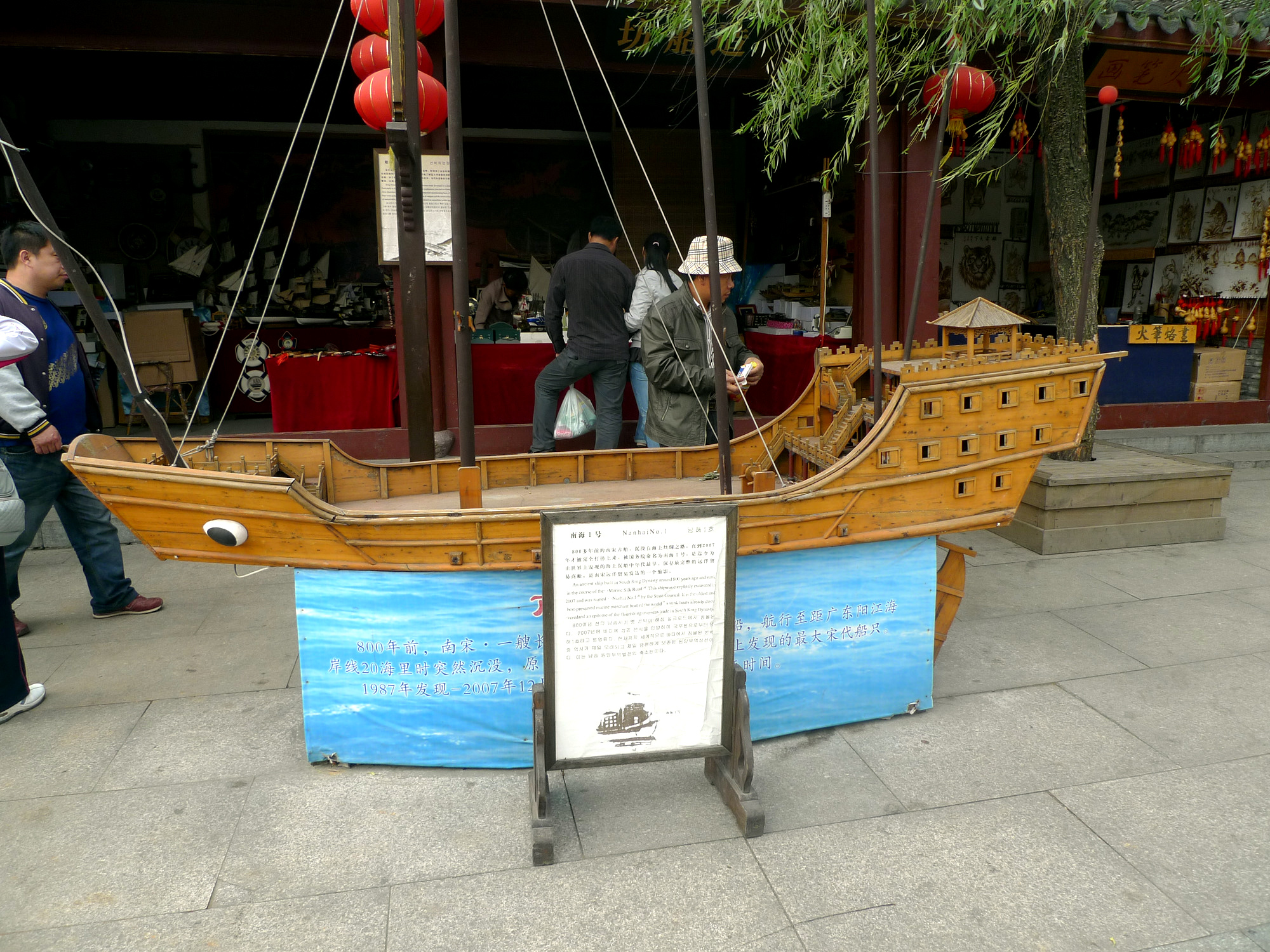
Maquette du Nanhai 1 à Hangzhou.

Le Nanhai 1 aussi appelé Mer de Chine méridionale 1 est l'épave d'un navire marchand chinois d'une trentaine de mètres de long, datant d'avant le XIIIe siècle et à ce jour, un des plus anciens et des plus grands navires marchands chinois jamais retrouvés. 

## L'épave
Le navire a été découvert en août 1987 par hasard à 37 km au large de la province du  Guangdong, près des îles Shangchuan et Xiachuan, en mer de Chine méridionale. Une équipe du bureau de sauvetage de Canton du nouvellement créé Centre chinois d'archéologie sous-marine associé à une société de sauvetage britannique sont à la recherche de l'épave d'un navire néerlandais. Ils découvrent alors par 30 mètres de fond, enfoui sous deux mètres de vase, un vaisseau en bois couché sur le flanc droit de 30,4 mètres de long pour plus de 9 mètres de large.    

## Sauvetage
En 2007, les autorités chinoises ont décidé de remonter le navire à la surface et de le ramener à la côte. L'opération va durer 6 mois. En mai 2007, ils construisent une cage d'acier haute de 3 étages et d'une superficie équivalente à un terrain de basket et l'acheminent sur le site. Ils ont en effet décidé de remonter l'épave avec son chargement et son limon protecteur. Après un premier échec en octobre, le navire dans sa cage d'acier est remonté à la surface en  décembre 2007 par le Huatianlong, le plus gros bateau-grue opérant en Asie avec 4 000 tonnes et 170 mètres de long et le seul capable de soulever les 4 300 tonnes de la cage (530 t) et de son contenu (3 800 t avec le bateau, le limon et l'eau). La cage est ensuite remorquée sur une barge spécialement conçue. Cet évènement a été retransmis en direct sur la télévision nationale chinoise. Le Nanhai 1 est installé à  Canton au sein d'un musée spécialement créé pour l'occasion, le Maritime Silk Road Museum of Guangdong. Il est immergé dans un bassin surnommé le « Palais de cristal » (64 mètres de long pour 40 de large et 23 de haut) dont la température et la pression sont identiques à celles qu'il rencontrait au fond de la mer.

## Contenu de l'épave
Les archéologues ont retrouvé dans l'épave des milliers d'objets en or, en argent et en porcelaine ainsi que 6 000 pièces de monnaie de l'époque de la dynastie Song (960-1279) ce qui permet de donner une période pour la construction du navire.
Ce bateau pourrait confirmer l'existence d'une route maritime commerciale entre les provinces du Guangdong et du Fujian et l'Europe, pendant maritime de la route de la soie.

## Source
- Un navire vieux de 800 ans remonté du fond de la mer en Chine, magazine Le Point, 22 décembre 2007.
- Une épave chinoise remontée à la surface après 800 ans, 24 heures, 24 décembre 2007
- Un vaisseau et ses trésors engloutis remontent à la surface 800 ans plus tard, Papiers de Chine, 27 décembre 2007